# Castillo de Cabrera
El castillo de Cabrera es una fortificación medieval del antiguo condado de Besalú, situada al NE del término municipal de Massanet de Cabrenys (Cataluña, España), cerca del límite con el de La Bajol (Alto Ampurdán), en el extremo oriental del macizo de Les Salines. Sus ruinas están encima de un elevado y escarpado peñón granítico de forma cónica, conocido como la roca de Cabrera (852,4 m), que domina los valles inmediatos y que ofrece visibilidad sobre una gran parte del Alto Ampurdán y La Garrocha.

## Acceso
El mejor acceso es desde el pueblo de La Bajol. Hay que pasar de largo en dirección al collado de Manrella y, a continuación de la masía de Can Barris se toma, siempre a mano izquierda, la pista forestal que lleva, a pie o en vehículos preparados, hacia el collado de Lli (1 km) y al santuario de la Virgen de Les Salines (4,5 km). El castillo está a poco más de 1 km al oeste del collado de Lli, en las laderas meridionales del monte del Faig, que hace de meta fronteriza, y en el extremo de un acantilado conocido como riscos del Castell que sigue la dirección SE. Se llega por un sendero que se desvía del camino principal,-un camino de herradura y ganadero antiguamente muy transitado que comunicaba el valle de Massanet y el Vallespir- a la altura del collado de la Gàbia, donde en la época medieval los condenados eran expuestos al escarnio público.
Desde Massanet de Cabrenys se puede ir a partir de la pista que conduce al santuario de les Salines, mucho más larga, más empinada e, igualmente, solo transitable con medios preparados o a pie.

## Historia
La roca de Cabrera está mencionada por primera vez en la documentación conservada del año 1003, haciendo de hito de los bienes que poseía en la zona el monasterio de San Pedro de Camprodón. Por el error de un erudito se divulgó la idea errónea de que el castillo fue construido por los templarios. La verdad es que en las últimas décadas del siglo XI ya es seguro que existía un castillo sobre la roca. Está mencionado por primera vez en el juramento de fidelidad hecho al conde Bernat II de Besalú después del año 1070 por sus vasallos, que se conserva registrado en Liber Feudorum Maior. Entre los vasallos del conde comparece Guillem Bernat, hijo de Arsenda, que juró por el castillo de Cabrera y todo su término, y también por otros muchos castillos en la región, entre ellos el de Serrallonga o Cabrenys.
Durante el siglo XIII el castillo de Cabrera y su término, con el lugar de Massanet, pertenecían a los Hortal (que más tarde se apellidaron Cabrera) como feudatarios de los Serrallonga, señores de la baronía de Cabrenys (y por eso también apellidados Cabrenys o Cabrenç). En 1221 Beatriu d'Hortal testó a favor de su marido Pere d'Orriols. Hacia 1260 era señor del castillo un Mascarós d'Hortal, que en 1271 solicitó licencia al obispo de Gerona para construir el santuario de les Salines, que en 1275, junto con su esposa Ermesenda de Cabrera, dotaron con bienes a la montaña y cerca del castillo. Su sucesor se hizo llamar Arnau de Cabrera y también Arnau de Massanet, con el nombre del pueblo donde seguramente ya preferían residir los señores. En este tiempo, según el testimonio de la Gesta comitum Barcinonensium, el castillo de Cabrera, al igual que otros del Ampurdán, fue tomado y saqueado por los franceses en 1288, durante la invasión del Ampurdán por Jaime II de Mallorca poco posterior a la cruzada contra la Corona de Aragón.
En 1313 la baronía de Cabrenys, con todas sus pertenencias en ambos lados de la montaña de les Salines, fue heredada por Beatriu de Serrallonga, casada ese año con el vizconde Dalmau VII de Rocabertí, y así pasó a dominio de los Rocabertí . Arnau de Cabrera murió en 1328 y fue heredado por su hermano Simó de Cabrera, que en 1330 vendió la posesión directa del castillo de Cabrera y de Massanet a su señora eminente, Beatriu de Serrallonga. En 1337 Beatriu hizo reconstruir las murallas y los tejados de la fortaleza de la roca, seguramente aún afectadas por el paso de los franceses, la guarnición de la cual estaba integrada por hombres de Massanet.

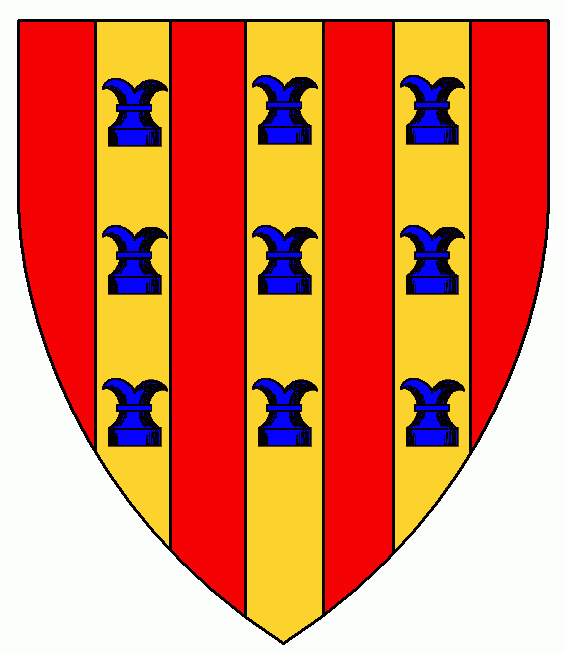
Armas de los Rocabertí.

Muerta Beatriu de Serrallonga (1344), los dominios de Cabrenys fueron heredados por su hijo menor, Guillem Galceran de Rocabertí (muerto hacia 1385), que en 1357 adquirió del rey la plena jurisdicción sobre Massanet y en 1365 hizo reparar las murallas del castillo de Cabrera. Con él se inició la línea secundaria de los Rocabertí de Cabrenys del linaje de los Rocabertí, que poseía la baronía hasta su extinción, en 1589. En 1420 consta un legado de Juana de Aviñón, señora de les Illes, para la capilla del castillo de Cabrera, que tenía la advocación de san Miguel.
En 1462, durante la Guerra Civil Catalana, fue nuevamente ocupado por los franceses, que establecieron una guarnición de 15 hombres comandados por el capitán Martin Durcayo. En 1468 el lugarteniente de Cataluña Joan de Lorena confiscó la baronía a Dalmau de Rocabertí de Cabrenys, partidario de Juan II, y la dio a Arnau de Foixà, que había sido despojado de su señoría de Albons por Juan II. Recuperada por los Rocabertí al final del conflicto civil, en 1497 Pere de Rocabertí aún mantenía una pequeña guarnición en el castillo de Cabrera, comandada por un cierto Jaume Olivet como castellano.
A partir de finales del siglo XV dejó de tener utilidad militar, fue abandonado y en el siglo XVII ya estaba en ruinas. Sus restos sirvieron de refugio a bandoleros y desertores y a principios del siglo XX había un cobertizo para el ganado que pastaba por la montaña.
En 1589 la baronía de Cabrenys pasó por matrimonio a los Peguera, pero parece que ya no poseían la jurisdicción, que al menos desde 1588 volvía a ser del rey. En 1624 la baronía era de los Sorribes y en 1644 pasó a Ros. En 1689 Francesc de Ros y su esposa Josepa de Sorribes vendieron Massanet de Cabrenys y su término al monasterio de San Daniel de Gerona, que lo poseyó hasta la extinción del Antiguo Régimen.
Desde la desamortización, el castillo de Cabrera es de propiedad privada y pertenece al Mas Vinyes de Maçanet.

## Arquitectura
El castillo de Cabrera solo era (y es) accesible por el lado norte. Otros accesos se construyeron a raíz de un precipicio con unos 65 metros verticales. Quedan solo muros o vestigios de muros de muy poca altura. Era un castillo reducido, de unos 290 m², con una planta aproximadamente rectangular adaptada a las irregularidades del terreno de la cima de la roca de Cabrera, que ocupaba totalmente.
La muralla exterior hace unos 75 m de perímetro e incluye dos recintos. El muro norte, el más expuesto, hace unos 19 m de longitud y 2 m de espesor, y se conserva hasta los 2,5 m de altura. A levante hace un ángulo que protege la puerta de acceso, de unos 1,8 m de ancho, abierta en este punto. En el ángulo suroeste de la muralla hay una torre, de planta aproximadamente cuadrangular, que contenía la cisterna y que se ha conservado hasta unos 4,5 m de altura a pesar de arrancar desde un nivel más bajo del acantilado. El ángulo SE de esta torre, ha sido dañada por un rayo. La cisterna de su interior, de unos 18.000 litros de capacidad, conserva el revoque y el arranque de la bóveda. El muro de levante, de unos 16 m de largo, se conserva hasta los 3 m de altura, está hecho con sillares y termina sobre una peña estrecha con un espolón saliente, probablemente una atalaya. Bajo este muro, a unos 10 m hacia el SE hay rastros de un posible tercer recinto fortificado o parapetos exteriores. El muro de poniente, de unos 10 m de longitud, conserva solo los cimientos. Del muro meridional no hay apenas restos.
El interior del castillo se estructura en dos recintos a niveles diferentes, facilitados por el relieve, que fue aplanado. El inferior ocupa todo el lado de levante del castillo, es estrecho y alargado, y en su extremo septentrional se abre la puerta de acceso a la fortaleza. Debía contener el cuerpo de guardia y estaba aislado del recinto superior por un muro, del que quedan escasos restos. Comunicaba con el primer recinto por una portezuela situada en el ángulo SO, que se abría sobre una escalera tallada en la roca. El recinto superior, es mucho más amplio, tiene planta ligeramente rectangular, y contenía la torre del homenaje, la capilla y otras estancias. La torre, también de planta rectangular (de unos 4,30 m de largo por 3,60 m de ancho en el exterior), está adosada al muro septentrional, que reforzaba, y además es el punto más elevado de la fortaleza. Adosadas al muro de poniente parece que había tres estancias, de las que apenas quedan los cimientos. La capilla, si no estaba en la torre, debía ocupar alguna de estas estancias, pero no quedan restos identificables.
El aparato constructivo es de piedras de granito de la zona, poco o nada trabajadas, colocadas en hileras irregulares y de forma más o menos inclinada, pero sin llegar a formar espiga, que están unidas con mortero de cal. Parece corresponder a los siglos X o XI. En algún sector se ven pequeños sillares más bien recortados y en hileras más regulares, seguramente obra de refacciones más tardías.

## Protección
El castillo de Cabrera está afectado por las disposiciones españolas de protección del patrimonio histórico de 1949 y 1988, y como todos los castillos de Cataluña, catalogado como Bien Cultural de Interés Nacional a los efectos de la ley del Patrimonio Cultural catalán de 1993.

### Senderismo por la zona
- Senderisme i teca: La Vajol - Roc de Frausa
- Centre Excursionista del Penedès: Puig de les Pedrisses i el Moixer
- D'excursió: Pic de les Salines